# Teucholabis (Teucholabis) retusa
Teucholabis (Teucholabis) retusa is een tweevleugelige uit de familie steltmuggen (Limoniidae). De soort komt voor in het Neotropisch gebied.